# Collision entre le Fuyoh-Maru et le Vitoria
La collision entre le Fuyoh-Maru et le Vitoria est une catastrophe maritime et environnementale qui s'est produite le 23 juin 1987 en France, dans la Seine, quelques kilomètres en amont du pont de Tancarville, entre l'Eure et la Seine-Maritime,,.
Le pétrolier japonais Fuyoh-Maru subit une panne de barre et éperonne le pétrolier grec Vitoria dans un méandre de la Seine, non loin du village d'Aizier,. Les deux bateaux prennent feu, six morts sont à déplorer parmi l'équipage et une pollution du fleuve se produit sur des dizaines de kilomètres,. L'épave du Vitoria qui coule sur place sera évacuée en septembre de la même année.

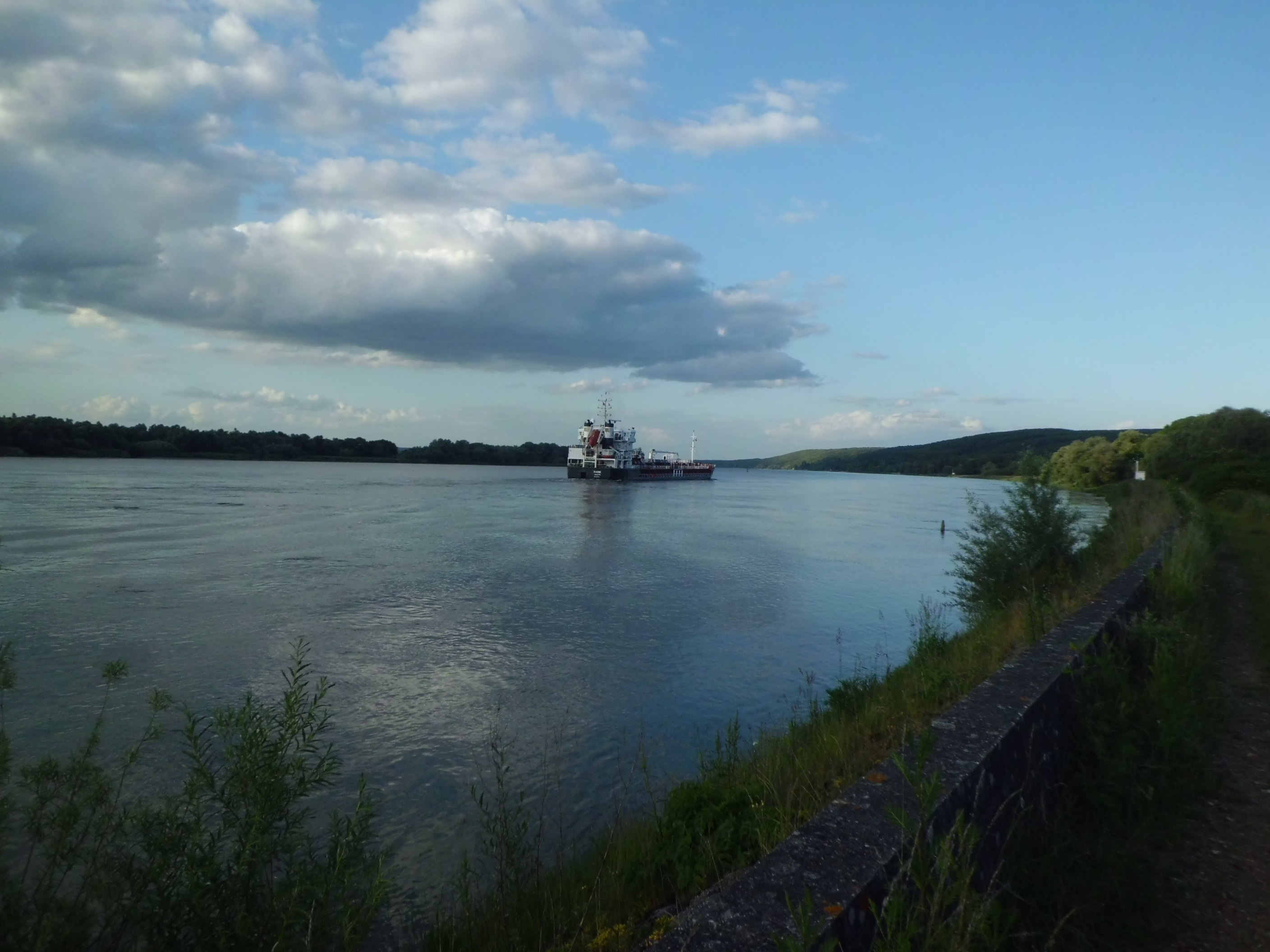
Navire en direction du grand port maritime de Rouen sur la Seine à Vieux-port, non loin du lieu du naufrage.